# Ursus arctos piscator
El oso de Bergman (Ursus arctos piscator) es una supuesta y probablemente extinta subespecie de oso pardo que vivió en la península de Kamchatka. El oso fue identificado y nombrado por el zoólogo sueco Sten Bergman en 1920.
Bergman determinó que el oso era una subespecie separada luego de examinar un cuero (que tenía un pelaje muy diferente del de los otros osos locales) y una serie de pisadas que median 22 cm x 15 cm, lo que consideró eran mucho mayores que las de los otros osos de Kamchatka.
Hay quienes creen[¿quién?] que la Guerra Fría podría haber ayudado a que su población se recuperase ya que los militares soviéticos bloquearon el acceso a dicha área durante esa época.
El interés por el oso recobró[¿quién?] nuevos bríos en la década de 1960. El cazador Rodion Sivolobov comentó informes de los nativos de Kamchatka de un oso anormalmente grande que ellos denominan Irkuiem ("pantalones caídos" a causa del aspecto de sus patas traseras), o el "Dios oso" por su gran tamaño.